# El tragaluz
El tragaluz es una obra de teatro de Antonio Buero Vallejo, estrenada en el Teatro Bellas Artes de Madrid el 7 de octubre de 1967.Se representó en la Universidad de Navarra

## Argumento
La obra se centra en las relaciones entre dos hermanos, Vicente y Mario, separados tras la Guerra civil y que pasados los años, sitúan al primero en una buena posición social y al segundo viviendo en una situación mísera, con el padre enajenado y la madre infeliz. El interés de ambos hermanos por Encarna (la secretaria que mantiene una relación con Vicente, aunque su amor sea para  Mario) encrespará todavía más la trama.

## Representaciones destacadas
- Teatro (Estreno, 1967). Dirección: José Osuna. Intérpretes: Jesús Puente (Vicente), José María Rodero (Mario), Sergio Vidal, Carmen Fortuny, Lola Cardona (Encarna), Francisco Pierrá (El padre), Amparo Martí (La madre).
- Televisión (Estudio 1, TVE, 1 de marzo de 1982). Intérpretes: Emilio Gutiérrez Caba (Vicente), Carles Velat (Mario), Conchita Bardem (La madre), Felip Peña (El padre), Maife Gil (Encarna).
- Teatro (Teatro Lope de Vega, Madrid, 1997). Dirección: Manuel Canseco. Intérpretes: Juan Ribó, Juan Gea, Encarna Gómez, Victoria Rodríguez, Teófilo Calle.
- Teatro (Gira Castilla-La Mancha, 1984). Dirección: Antonio Guirau. Intérpretes: Valeriano Andrés, Queta Claver, Pepe Sancho, Tony Isbert, Adriana Ozores, Gloria Blanco, Fernando, Carlos Torrente y Paloma Moreno.